# Материнское здоровье
Материнское здоровье — это здоровье женщины во время беременности, родов и послеродового периода. Оно включает в себя медицинские аспекты планирования семьи, дородового и послеродового ухода, чтобы в большинстве случаев гарантировать положительные и полноценные роды, а в других случаях снизить материнскую заболеваемость и смертность.

## Факторы, влияющие на материнское здоровье

### Бедность и доступ к здравоохранению
Согласно докладу Фонда ООН в области народонаселения ООН (ЮНФПА), уровень материнской смертности увеличивается из-за низкого социального и экономического статуса, а также гендерного неравенства. Например, на 2012 год риск смерти во время беременности или родов в странах Африки к югу от Сахары был в 175 раз выше, чем в развитых странах, так как бедность и здоровье матери напрямую коррелируют друг с другом.
Женщины, живущие в бедных районах, чаще страдают ожирением, курят сигареты и употребляют наркотики, а также реже получают доступ к законной дородовой помощи, поэтому имеют значительно более высокий риск неблагоприятных последствий для своего здоровья и ребёнка.

### Дородовая помощь
Как правило, хорошая дородовая помощь включает в себя медицинские услуги (диагностику, наблюдение за беременностью, и т. д.), образовательные, социальные и диетологические услуги до и в течение беременности. Несмотря на наличие целого ряда причин, по которым женщины не получают дородовую помощь, бедность является одной из важнейших. По результатам национального исследования США, 71 % женщин с низким доходом испытывали трудности с получением доступа к дородовому уходу. В ходе исследования выяснено, что женщины, получившие дородовую помощь раньше, с большей вероятностью являются замужними и лучше перенесут беременность. Наиболее важными социально-демографическими характеристиками считаются доход, этническое происхождение, уровень образования, возраст, семейное положение и географическое положение. Исследование в Мали на городских и сельских жителях показывало, что близость к медицинскими учреждениям и возможность быстро до них добраться значительно влияет на то, имеют ли женщины доступ к дородовой и родовой помощи.
Всемирная организация здравоохранения выделяет следующие основные факторы, препятствующие обращению женщин за медицинской помощью:
- нищета;
- отдаленность;
- отсутствие информации;
- ненадлежащие службы;
- культурные особенности.

### ВИЧ и СПИД
Распространённость ВИЧ-инфекции среди матерей варьируется во всем мире от 1 % до 40 %, самые высокие показатели отмечаются в африканских и азиатских странах. ВИЧ-инфекция значительно влияет на здоровье ребёнка, особенно в государствах с большим уровнем бедности и низким уровнем образования, а также может привести к повышенному риску для здоровья матери. Большую опасность для ВИЧ-инфицированных беременных женщин представляет риск заражения туберкулезом и/или малярией в развивающихся странах.

### Масса тела
Во время беременности женщины, ранее имевшие средний вес (индекс массы тела 18.5–24.9), должны ожидать, что в течение беременности они наберут от 11 до 16 кг. Обострение гипертонии, диабета, респираторные осложнения и инфекции распространены в случаях материнского ожирения и могут пагубно сказаться на последствиях беременности для матери, а также на здоровье ребёнка.

### Диабет
Диабет 1-го или 2-го типа у матери увеличивает риск неблагоприятных последствий, включая преждевременные роды, преэклампсию и врожденные дефекты. Также женщины с диабетом подвергаются повышенному риску гипергликемии во время беременности.

## Материнская заболеваемость и смертность
В 2015 году коэффициент материнской смертности составил 239 на 100 000 случаев рождения живых детей в развивающихся странах и 12 на 100 000 в развитых. На одну смерть приходилось примерно по 12 женщин, пострадавших от травм, инфекций или болезней.
По оценкам ЮНФПА, в 2013 году 289 000 женщин умерли по причинам, связанным с беременностью или родами. Поскольку женщины стали получать больше доступа к планированию семьи и квалифицированной неотложной акушерской помощи, глобальный коэффициент материнской смертности снизился с 380 случаев на 100 000 живорождений в 1990 году до 210 случаев на 100 000 успешных родов в 2013 году.
На 2020 год высокие показатели материнской смертности по-прежнему существуют. Особенно остро проблема проявляется в бедных странах, более 85 % которых находятся в Африке и Южной Азии.
В нестабильных регионах из-за разрушения системы здравоохранения риск смерти от беременности возрастает до 1 на 54.

### Смертность матерей младше 15 лет
Самый высокий риск смерти при родах имеют девочки-подростки до 15 лет. В большинстве развивающихся стран основной причиной смерти для этой группы являются осложнения. Также число беременностей на одну женщину там в среднем значительно больше, чем в развитых странах. Кроме того, в развитых странах вероятность смерти 15-летней матери составляет 1 к 4900, а в развивающихся 1 к 100.

## Меры по охране материнского здоровья
Третья из 17 целей устойчивого развития включает задачу, согласно которой к 2030 году средний глобальный показатель материнской смертности должен составить менее 70 смертей на 100 000 рождений. Эффективными мерами для достижения этого результата признаны современное планирование семьи и доступность здравоохранения для матерей и новорожденных. Если бы потребность в них была удовлетворена, то, по данным ЮНФПА, материнская смертность сократилась бы примерно на две трети, с 287 000 до 105 000. Образование также имеет большое значение. Исследования показывают, что женщины без образования умирают во время беременности и родов почти в три раза чаще, чем женщины, окончившие среднюю школу.
В развитых странах уровень материнской смертности до начала 20-го века был примерно равен нынешнему в развивающихся. Однако эту проблему удалось решить. Например, в Швеции в 19-м веке был высокий уровень материнской смертности, но в стране были предприняты меры для его снижения до менее 300 на 100 000 живорождений. Шведское правительство начало развивать инициативы в области здравоохранения, чтобы подготовить достаточное количество акушерок для приёма всех родов. Этот подход оказался эффективен, и позже его также использовали Норвегия, Дания и Нидерланды.
В мае 2009 года начала работу «Кампания по ускоренному сокращению материнской смертности в Африке» (CARMMA), запущенная министрами здравоохранения Африканского союза в партнерстве с ЮНФПА и другими агентствами ООН. В рамках этой кампании в 2010 году во всех государственных медицинских учреждениях Сьерра-Леоне обслуживание и лекарства стали бесплатными для беременных женщин, кормящих матерей и детей до 5 лет. В 2017 году Африканский союз объявил о продлении Кампании с 2016 до 2030 года. По данным на 2019 год, 50 стран региона приступили к её проведению и включили соответствующие мероприятия в свои национальные программы действий по ускоренному сокращению показателей материнской смертности, в стратегии по сокращению масштабов нищеты и в планы по охране здоровья, а 35 из этих стран также подготовили оперативные планы по обеспечению охраны здоровья матерей и новорожденных на уровне округов. Однако в 2017 году 86% от общемирового показателя материнской смертности всё ещё приходилось на страны Африки к югу от Сахары и Южную Азию.